# Buitenlandse zaken van Nederland
De buitenlandse betrekkingen van het Koninkrijk der Nederlanden richt zich op participatie op het internationale politieke, economische en sociale toneel. In het Statuut voor het Koninkrijk der Nederlanden zijn buitenlandse betrekkingen gedefinieerd als een Koninkrijksaangelegenheid. Dit betekent dat het Koninkrijk de internationale betrekkingen voor haar vier landen onderhoudt en dat de landen binnen het Koninkrijk geen afzonderlijke buitenlandse betrekkingen kunnen onderhouden. 
Anno 2025 onderhield Nederland diplomatieke betrekkingen met 227 staten,waarvan iets meer dan de helft in Nederland vertegenwoordigd is met een ambassade. Al deze ambassades zijn gevestigd in de Nederlandse regeringszetel Den Haag, behalve de Ambassade van Verenigde Staten, welke in maart 2018 bij wijze van uitzondering om veiligheidsredenen verhuisde van het centrum van Den Haag {Lange Voorhout 102 waar ze sinds 1959 gevestigd was) naar het John Adams Park te Wassenaar.

## Staatsrechtelijke vormgeving
De basis van het buitenlandse beleid is vastgelegd in het Statuut voor het Koninkrijk der Nederlanden, de Grondwet van Nederland, de Staatsregeling van Aruba, de Staatsregeling van Curaçao en de Staatsregeling van Sint Maarten. Hierin zijn de bevoegdheden van alle bewindspersonen, statuutlanden en het ministerie van Buitenlandse Zaken vastgelegd.
Ondanks dat buitenlandse zaken in het Statuut wordt aangewezen als een exclusieve Koninkrijksaangelegenheid - wat betekent dat alleen het Koninkrijk de buitenlandse betrekkingen kan hebben, - hebben de statuutlanden toch gedeeltelijke afzonderlijke buitenlandse betrekkingen. Deze betrekkingen zijn vooral van toepassing op contacten, verdragen en unies met buurlanden, waarbij geen andere statuutlanden betrokken zijn. Zo onderhoudt Minister Bert Koenders (in het algemeen) namens Nederland de Nederlandse betrekkingen met de Europese Unie en onderhoudt premier Mike Eman (in het algemeen) namens Aruba de Arubaanse betrekkingen met de Caribische Gemeenschap, terwijl het Koninkrijk lid is van beide organisaties. Dit komt doordat het Koninkrijk internationale soevereiniteit bezit. Bij het sluiten van verdragen geven de Staten van Aruba, Staten van Curaçao, de Tweede Kamer en de Staten van Sint Maarten afzonderlijk in samenspraak met de Rijksministerraad een Verklaring van Geldigheid af voor hun eigen jurisdictie.

## Algemeen beleid
De Nederlandse regering voerde in 1995 een herijking van het buitenlands beleid in hoofdthema's, organisatie en financiering uit. Het document "Het buitenlands beleid van Nederland: een herziening" schetste de nieuwe richting van het Nederlandse buitenlandbeleid. Nederland stelt prioriteiten als:
1. Het bevorderen van Europese integratie,
2. Het onderhouden van betrekkingen met de buurlanden,
3. Het verzekeren van Europese veiligheid en stabiliteit (vooral via de NAVO en via de belangrijke rol die de Verenigde Staten speelt in de veiligheid van Europa),
4. Het deelnemen aan conflictbeheersing en vredesmissies.

Deze herziening van het buitenlandbeleid resulteerde ook in een reorganisatie van het ministerie van Buitenlandse Zaken. Door de oprichting van regionale afdelingen coördineert het ministerie taken die voorheen verdeeld werden over commissies voor internationale samenwerking, buitenlandse zaken en economische zaken enzovoorts.

### Trans-Atlantische samenwerking
Het Nederlandse veiligheidsbeleid is voornamelijk gebaseerd op lidmaatschap van de NAVO, dat in 1949 mede werd opgericht door Nederland. Binnen dit bondgenootschap zijn mogelijk NAVO-kernwapens gestationeerd in Nederland. Men denkt dat deze zich bevinden op Vliegbasis Volkel. Hierover is echter niets bevestigd.
Het Nederlandse streven ook naar samenwerking op defensiegebied binnen Europa, zowel multilateraal - onder andere in de context van het Europees Veiligheids- en defensiebeleid van de EU - en bilateraal, net als in de Duits-Nederlandse Militaire Korps. In de afgelopen jaren heeft Nederland in belangrijke mate bijgedragen aan vredesoperaties van de VN over de hele wereld en aan het Stabilization Force (SFOR) in Bosnië-Herzegovina.

### Europese integratie
Nederland is een sterke voorstander van Europese integratie, en de meeste aspecten van hun buitenlandse, economische en handelsbeleid worden gecoördineerd door de Europese Unie (EU). De Nederlandse naoorlogse douane-unie met België en Luxemburg (de Benelux) maakte de weg vrij voor de vorming van de Europese Gemeenschap (voorloper van de EU), tevens was Nederland een van de oprichters van de EG. Ook de afschaffing van de controles aan de binnengrenzen van de Benelux was een model voor het Schengen-akkoord, dat vandaag de dag 29 Europese ondertekenaars heeft (waaronder Nederland). Deze landen hebben met elkaar afgesproken om een gemeenschappelijke visumbeleid en vrij verkeer van personen over de gemeenschappelijke grenzen te regelen.
Nederland stond aan de wieg van het Verdrag van Maastricht (gesloten in 1992) en is de architect geweest van het Verdrag van Amsterdam, dat in 1998 gesloten werd. Nederland heeft dus een belangrijke rol gespeeld in de Europese politieke en monetaire integratie, zo was tot 2003 de Nederlander Wim Duisenberg hoofd van de Europese Centrale Bank. Daarnaast was de Nederlandse minister van Financiën, Gerrit Zalm, de belangrijkste criticus van de schending van het Stabiliteits- en Groeipact door Frankrijk en Duitsland in 2004 en 2005.

### Caribische contacten
Het ministerie van Buitenlandse Zaken onderhoudt ook banden in het Caribisch gebied. Zo is het Koninkrijk namens Aruba waarnemend lid van de Caribische Gemeenschap en onderhoudt Curaçao goede banden met Jamaica en de Dominicaanse Republiek. Het ministerie van Buitenlandse Zaken verzorgt daarnaast ook namens het ministerie van Volksgezondheid, Welzijn en Sport de toegang tot medische zorg van inwoners van de Nederlandse gemeenten in het Caribisch gebied. Met de regering van Colombia (voor Bonaire) en het bestuur van het Franse departement Guadeloupe (voor Saba en Sint Eustatius) zijn regelingen getroffen om toegang tot specialistische zorg in Caribisch Nederland te kunnen garanderen.

#### Frankrijk
Op het eiland Sint Maarten heeft het Koninkrijk der Nederlanden een rijksgrens met de Franse Republiek. Het Nederlandse autonome land Sint Maarten grenst hier namelijk aan het Franse Collectivité de Saint-Martin. Hoewel het eiland al in 1648 gesplitst werd door middel van het verdrag van Concordia, werd de definitieve grens pas in 1817 een bepaald. Hoewel noch het Nederlandse, noch het Franse deel van Sint Maarten tot het Europese Schengen-gebied behoort, hebben Nederland en Frankrijk toch een aantal verdragen gesloten, dat vrij verkeer op het eiland mogelijk maakt. Het meest recent gesloten verdrag is een verdrag tot gelijkvormige grenscontroles op de (twee) luchthavens van het eiland.

#### Venezuela
De relatie tussen het Koninkrijk en Venezuela verloopt niet vlekkeloos. Beide landen beschuldigen elkaar van het schenden van het luchtruim. Defensiespecialist en hoogleraar Internationale Betrekkingen Ko Colijn beschrijft de relatie tussen het Koninkrijk der Nederlanden en haar bondgenoot de Verenigde Staten enerzijds en Venezuela anderzijds als:
Het is een driedubbel probleem. [...] De Venezolanen vrezen dat de Antilliaanse eilanden door de Amerikanen als stepping stone gebruikt worden om hen aan te vallen. Nederland is bang dat Chávez de drie eilanden annexeert. De Verenigde Staten vrezen dat Nederland niet genoeg zal doen om de Venezolanen tegen te houden. Het is een merkwaardige situaties waarin drie partners gegijzeld worden door angst en niet tot een gesprek komen om daar een einde aan te maken.—  Ko Colijn, 12 mei 2011
Volgens Colijn stond in 2005 een mogelijke invasie van Venezuela op de Nederlandse ABC-eilanden (die slechts enkele kilometers uit de Venezolaanse kust liggen) op de Nederlandse politieke en diplomatieke agenda. In een rapport uit 2010 van het Nederlandse ministerie van Defensie staat ook dat "de assertieve politiek van Chávez een gevaar is en dat hij mogelijk Curaçao zou kunnen aanvallen". Bij de bezuinigingen van het ministerie van Defensie in 2011, doorgevoerd door het kabinet-Rutte I, werd dan ook niet bezuinigd op de Nederlandse krijgsmacht in het Caribisch gebied.

### Ontwikkelingssamenwerking
Nederland behoort (in verhouding tot het bnp) tot 's werelds grootste geldschieters voor ontwikkelingssamenwerking. Het Nederlandse ministerie van Buitenlandse Zaken geeft €4,7 miljard uit aan officiële ontwikkelingssamenwerking (ODA), dat is ongeveer 0,7% van het Bruto Nationaal Product (BNP). Hiermee is Nederland een van de vijf landen in de wereld dat aan de VN-doelstelling voldoet om minimaal 0,7% van het bnp te geven aan ontwikkelingssamenwerking. Nederland draagt steeds grote bedragen bij via steun via multilaterale kanalen, in het bijzonder het VN-Ontwikkelingsprogramma, de internationale financiële instellingen, en het EU-programma's. Een groot deel van de Nederlandse hulpfondsen wordt ook gebruikt voor het financieren van zogenaamde medefinancieringsorganisaties, die keuzevrijheid hebben krijgen in hun projectkeuze.
Daarnaast is Nederland lid van de Europese Bank voor Wederopbouw en Ontwikkeling, die onlangs het voortouw nam in economische hervormingen in Oost-Europa. Ook is Nederland een groot voorstander van het het bereiken van vrede in het Arabisch-Israëlisch conflict. In 1998 trok men ruim 29 miljoen dollar uit voor het bijdragen aan verschillende internationale donor-gecoördineerde activiteiten in de door Israël bezette gebieden. Tevens werkt het Nederlandse ministerie van Buitenlandse Zaken voor enkele projecten direct samen met Palestijnse Autoriteit. Deze projecten omvatten het verbeteren van de omgeving en steun voor multilaterale programma's in samenwerking met lokale niet-gouvernementele organisaties. In 1998 heeft Nederland ook aanzienlijke steun gegeven aan het voormalige Joegoslavië en aan landen in Afrika. Ook dragen zowel de Nederlandse overheid, als de Nederlandse bevolking consequent bij aan noodhulp voor slachtoffers van natuurrampen, zoals de orkaan Mitch in Midden-Amerika, de tsunami in 2004 in Zuidoost-Azië en meer recentere rampen in Pakistan en Birma.

### Internationaal recht
Een eeuwenoude traditie van juridische wetenschap, internationale diplomatie en Nederlandse neutraliteit heeft Den Haag de vestigingsplaats van het Internationaal Gerechtshof, het Permanent Hof van Arbitrage, het Iran-Verenigde Staten Claims Tribunaal, het Joegoslavië-tribunaal, het Rwanda-tribunaal en het Internationaal Strafhof (ICC) gemaakt. Daarnaast zijn in Den Haag ook de hoofdkantoren van de pan-Europese politieorganisatie, Europol, en de Organisatie voor het Verbod op Chemische Wapens gevestigd.

### Internationale organisaties
Als relatief klein land probeert het Koninkrijk der Nederlanden over het algemeen haar belangen in het buitenlandbeleid op gelijk niveau te krijgen met de belangen van multilaterale organisaties. Internationale verdragen worden altijd getekend en onderhandeld door het Koninkrijk der Nederlanden in overleg met de landen van het Koninkrijk, waarna ze worden behandeld in de Staten-Generaal. Ook treedt het verdrag voor het gehele Koninkrijk in werking, omdat het Koninkrijk over internationale soevereiniteit bezit. Hierna geven de Staten van Aruba, Staten van Curaçao, de Tweede Kamer en de Staten van Sint Maarten afzonderlijk in samenspraak met de Rijksministerraad een Verklaring van Geldigheid af voor hun eigen jurisdictie.
Nederland is een actieve deelnemer aan de Verenigde Naties en andere multilaterale organisaties zoals de Organisatie voor Veiligheid en Samenwerking in Europa, de Organisatie voor Economische Samenwerking en Ontwikkeling (OESO), Wereldhandelsorganisatie (WTO), en het Internationaal Monetair Fonds (IMF).
In 1980 stichtte Nederland samen met België de Nederlandse Taalunie.

## Voormalige koloniën

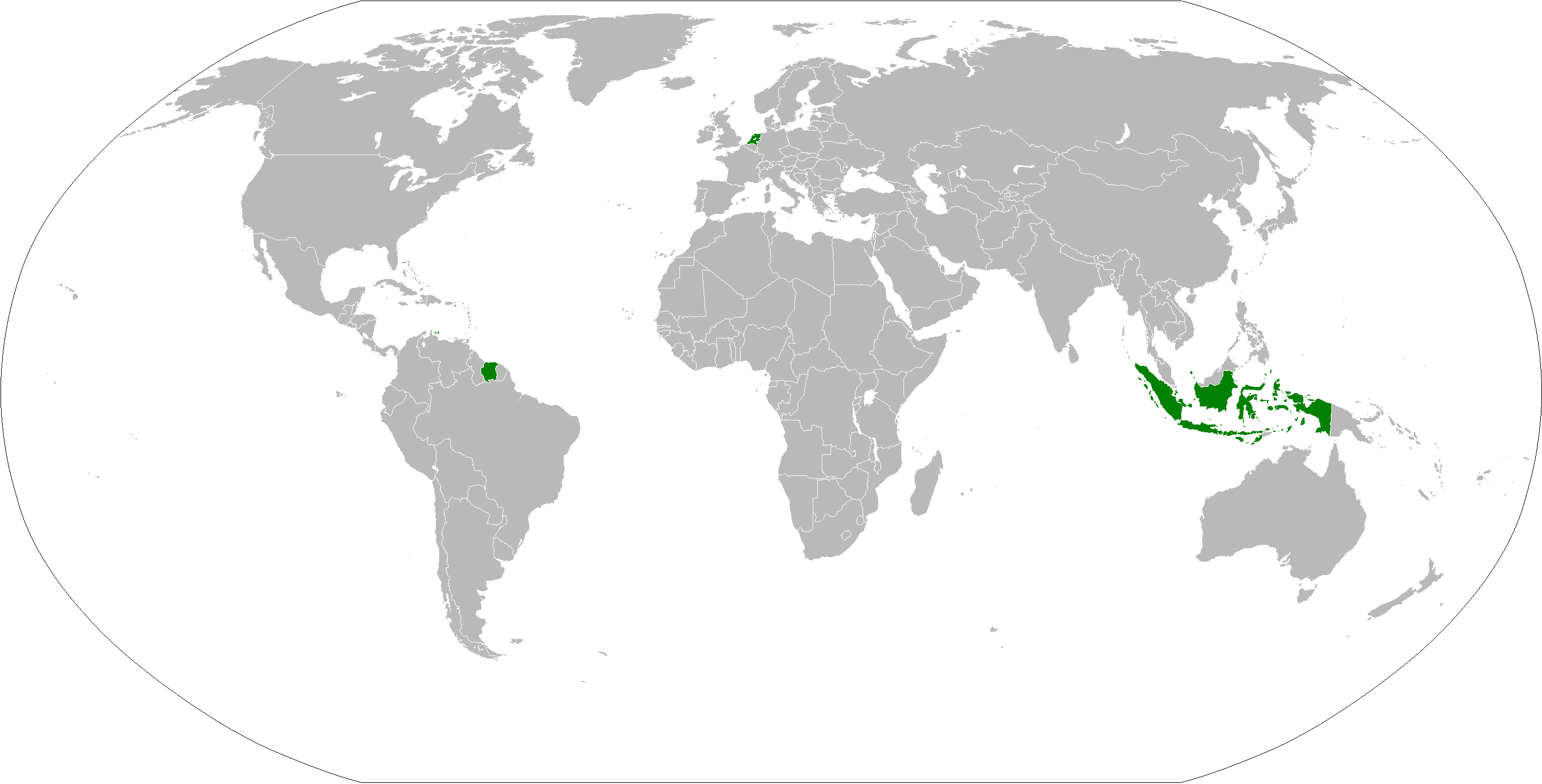
Het Koninkrijk der Nederlanden met koloniën tussen ± 1875 en 1949

Na de opheffing van de West-Indische Compagnie, de Vereenigde Oostindische Compagnie en na de napoleontische oorlogen en het verdrag van Londen van 1814, waren vele vele Nederlandse koloniën in andere handen geraakt. Vooral de Britten profiteerden van het verdrag van Londen uit 1814, waarbij het nieuwe koninkrijk afstand deed van ongeveer de helft van de oude bezittingen van de WIC en de VOC. Na een herstructurering, die tot 1875 duurde (en waarbij onder andere de Nederlandse slavernij op 1 juli 1863 werd afgeschaft) had Nederland nog slechts drie koloniën.
In 1942 deed koningin Wilhelmina, als een direct gevolg van de Japanse aanval op Pearl Harbor, de toezegging aan de koloniën voor autonomie en zelfstandigheid, maar deze koloniën zouden echter niet onafhankelijk worden. Na de Tweede Wereldoorlog werd in 1949 Nederlands-Indië onafhankelijk onder de naam Indonesië. Echter, Nederlands-Nieuw-Guinea bleef Nederlands. In 1954 waren de woorden van Koningin Wilhelmina werkelijkheid geworden, toen op 15 december 1954 het Statuut voor het Koninkrijk der Nederlanden werd getekend. De voormalige koloniën werden autonomie landen binnen het Koninkrijk, sindsdien heeft het Koninkrijk federale trekken. Nederlands-Nieuw-Guinea bleef echter een kolonie van Nederland.
Nederland droeg de zeggenschap over de kolonie Nederlands-Nieuw-Guinea na veel internationale druk over aan Indonesië, waardoor alle koloniën waren opgeheven en het Koninkrijk alleen nog verdeeld was over Europa, het Caribisch gebied en Zuid-Amerika. Als gevolg van de Curaçaose opstand Trinta di mei verkreeg, het autonome land Suriname na flinke Nederlandse druk volledige onafhankelijkheid in 1975. Aruba verkreeg in 1986 een status aparte. In 2010 vonden opnieuw grote staatkundige hervormingen plaats in het Caribisch deel van het Koninkrijk.
| ± 1875 - 1954 | 1954 - 1975 | 1975 (1986) - 2010                                                                                             | 2010 - heden                                                                                        |
| --- | --- | --- | --------------------------------------------------------------------------------------------------- |
| Koninkrijk der Nederlanden (met Nederlandse alleenheerschappij) - Curaçao en Onderhorigheden (kolonie) - Suriname (kolonie) - Nederlands-Indië (kolonie tot 1949) - Nederlands-Nieuw-Guinea (kolonie vanaf 1949) | Koninkrijk der Nederlanden - Nederland (land) - Nederlandse Antillen (land) - Suriname (land) - Nederlands-Nieuw-Guinea (kolonie tot 1962) | Koninkrijk der Nederlanden - Aruba (status aparte vanaf 1986) - Nederland (land) - Nederlandse Antillen (land) | Koninkrijk der Nederlanden - Aruba (land) - Curaçao (land) - Nederland (land) - Sint Maarten (land) |

## Bewindspersonen
Het Koninkrijk heeft meerdere personen die een rol spelen in de vorming en uitvoering van het buitenlandbeleid. Deze bewindspersonen zijn:
| Land | Naam                           | Titel                                                                                           |
| --- | ------------------------------ | ----------------------------------------------------------------------------------------------- |
| Koninkrijk der Nederlanden                                                                               | Koning Willem-Alexander*       | Koning der Nederlanden Staatshoofd                                                              |
| Koninkrijk der Nederlanden                                                                               | Minister-president Dick Schoof | Minister-president van het Koninkrijk der Nederlanden Minister van Algemene Zaken van Nederland |
| Koninkrijk der Nederlanden                                                                               | Minister Caspar Veldkamp       | Minister van Buitenlandse Zaken van het Koninkrijk der Nederlanden                              |
| Daarnaast heeft elk van de landen binnen het Koninkrijk een eigen bewindspersoon voor Buitenlandsbeleid: |                                |                                                                                                 |
| Aruba | Premier Evelyn Wever-Croes     | Minister van Algemene Zaken en Buitenlandse Betrekkingen                                        |
| Curaçao                                                                                                  | Premier Eugene Rhuggenaath     | Minister van Algemene Zaken en Buitenlandse Betrekkingen                                        |
| Nederland                                                                                                | Minister Caspar Veldkamp       | Minister van Buitenlandse Zaken                                                                 |
| Nederland                                                                                                | Minister Reinette Klever       | Minister voor Buitenlandse Handel en Ontwikkelingshulp                                          |
| Sint Maarten                                                                                             | Premier Leona Marlin-Romeo     | Minister van Algemene Zaken en Buitenlandse Betrekkingen                                        |

(*) Onder ministeriële verantwoordelijkheid van de minister-president van het Koninkrijk